# Moribana

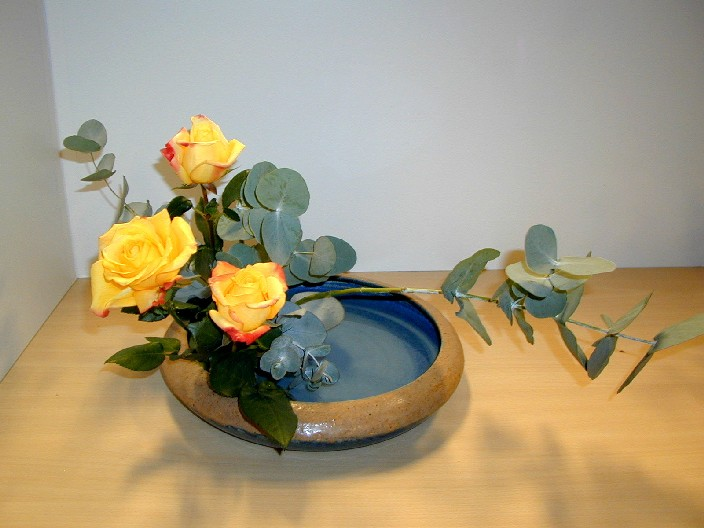

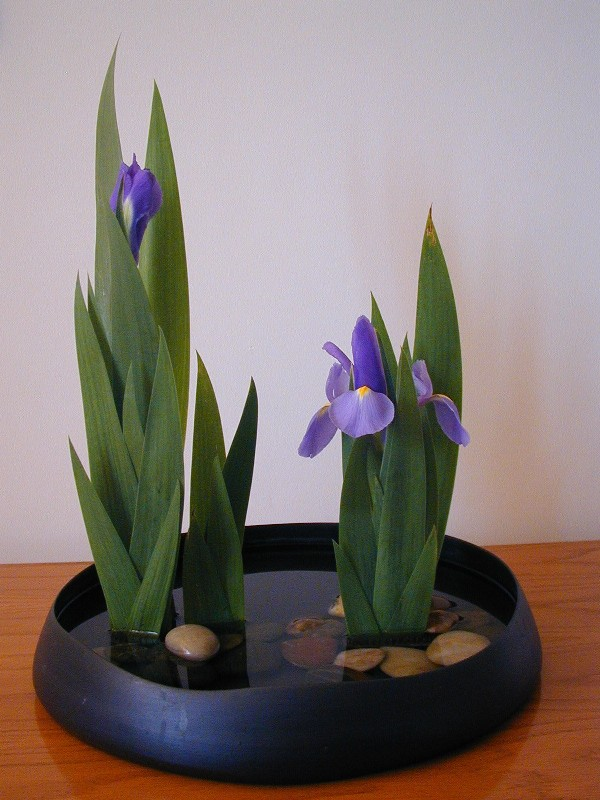

Moribana (japonsky 盛り花) je termín označující estetický směr aranžování květin, vzhledově patří ke stylu ikebana a je považována za jednoduchou úpravu. Výraz moribana v překladu z japonštiny znamená navršené květiny. Moribana jako součást směru japonského umění aranžování květin ikebana se snaží vytvořit harmonii použitím linií, rytmu a barev díla. Výhodou úpravy ve stylu moribana je, že jde o aranžmá, které lze vidět ze tří stran.

## Základní principy
Moribana je nejjednodušší způsob aranžmá ikebany a používá se proto i pro výuku, jako první pokus o aranžmá ikebany. Tento způsob aranžování věnuje pozornost váze, stonkům, listům a větvím stejnou měrou jako květům. Celá struktura japonského aranžování květin je založena na liniích alegorizujících nebe, zemi a lidstvo. Ikebana tyto prvky používá jako tři hlavní linie, osy aranžování.
Moribana umožňuje použití škály různých tvarů a různorodého rostlinného materiálu, včetně exotických druhů. Mělká miska používaná pro aranžování moribany se nazývá suiban. Pokud je upraveno aranžmá v mělké misce, jsou v tomto stylu stonky obvykle upevněny v kenzanu.

## Styly
Zakladatelem stylu moribana je Unšin Ohara (小原 雲心). Styl byl původně uveden ve škole Ohara (小原流), a později ve škole Sógecu (草月流). Je mnoho způsobů úprav aranžmá ve stylu moribana a každá škola používá osobité prvky. Jsou proto rozlišovány různé typy vazby uvnitř stylu moribana, které preferují různé školy, skupiny aranžérů. Zvláštní formou moribana jsou šimentai a morimono. Morimono je uspořádání aranžmá, známé z školy Ohara, v mělkých miskách nebo koších. Šimentei je jedinou formou ikebany, kterou lze pozorovat ze všech stran. Prvky aranžmá mohou být i ovoce nebo zelenina a je určeno pro umístění na stole.
Prof. Sófú Tešigawara (勅使河原 蒼風) uvádí dvě varianty. Způsob kdy nejdelší stonek je vzpřímený a ostatní linie jsou šikmé a další možnost, kdy je nejdelší prvek nakloněn a ostatní linie jsou vzpřímené. Ačkoliv každá škola má jiná pravidla pro výšky linií, začátečník určí výšku šin jako součet šířky a výšky nádoby, linie soe bude o třetinu kratší a hikae bude mít délku poloviny linie šin.

### Rozdělení
Moribana navazuje na styl šóka. V úpravách ve stylu ikebana jsou používány jsou tři typy směru moribana:
Směřuje li aranžmá podle linie šin doprava, nazývá se typ aranžmá „hongatte“. Směřuje li aranžmá podle linie šin doleva nazývají jej „gjakugatte“.

#### Škola Ikenobó a škola Sógecu

##### Vzpřímený styl
Vzpřímený styl školy Ikenobó a školy Sógecu je nazýván čokutai (直体), podle jiného přepisu se používá i nesprávný český název šokutai.
Vzpřímený styl je používán nejčastěji a je považován za základní. Osy jsou podle školy Sógecu (草月流) nazývány šin, soe, hikae. Výšky jednotlivých os jsou pevně dány. První osa "šin" (真) má výšku jeden a půl násobku průměru misky. Tato nejdelší osa je vzpřímená a mírně prohnutá doleva. Druhá osa "soe" (副) má velikost tří čtvrtin první osy (šin), je nakloněná doleva od první osy (šin) a směrem k pozorovateli. Třetí osa "hikae" (控え) má velikost tří čtvrtin nebo poloviny první osy (šin). Tato osa (hikae) je nakloněna doprava od nejvyšší osy (šin) a k pozorovateli. Další dvě osy (soe a hikae) se od nejvyšší (šin) odklánějí v úhlech asi 45°. Všechny osy vycházejí přibližně ze stejného místa. Listy, které se dotýkají okraje vody, nebo převisají přes misku se odstraňují.
Jsou uváděny také podpůrné linie nazývané džuši sloužící pro vytváření prostoru. Mohou také sloužit k optickému zakrytí kenzanu. Aranžování květin má zásadu, že technický materiál má být skryt. Tato zásada není u ikebany vždy dodržena s ohledem na celkový dojem výsledku a záměr autora.
Jako juši jsou obecně používány části hlavní větve, jiný materiál není doporučen. V evropských zemích je někdy aranžmá v tomto stylu upravováno tak, aby technické materiály byly skryty i při pohledu zezadu. Pozorovatel jinak při pohledu na jednostranně provedenou úpravu zezadu vidí kenzan nebo spodní části listů a větví. Je však třeba vzít v úvahu že další „estetizující“ úpravy mohou významně narušit jednoduchost celku, která je častým výrazovým prostředkem ikebany a rozmělnit celkový dojem.
Velikost květů a výběr rostlin závisí na záměru autora. Květ je nejvyšším bodem linií šin, soe a hikae. K vypichování se používá kenzan. Podkladem je plochá miska. Obvykle jde o jednostranné aranžmá.

##### Nakloněný styl
V nakloněném stylu školy Ikenobo a školy Sógecu,nazývaném šatai, jsou stonky umístěny v různých úhlech, takže výsledek nepůsobí strnule. Při pohledu shora hlavní tři směry, které tvoří upevněné stonky, tvoří pravoúhlý trojúhelník.
Aranžmá by mělo budit dojem velkého objemu.

##### Kaskádovitý styl
Kaskádovitý styl školy Ikenobo a školy Sógecu nazývaný suitai má odrážet zvlnění vody. Je považován za méně strohý než vzpříměný styl čokutai.
Populární květiny pro suitai jsou orchideje, růže, africké lilie a chryzantémy. Zejména u kaskádovitého stylu je třeba si uvědomit, že linie vytváří zjevné přímky stvolů, větví, nikoliv bohatství listoví.
V tomto stylu je linie šin odkloněna od ostatních linií v úhlu 90–180°. Šin a soe jsou umístěny vpravo, tai je vlevo. Délka šin oproti tai nemá přesáhnout šířku aranžovací nádoby. Aširaj bývají umístěny ve středu, zcela v popředí.

#### Škola Ohara
Vzpřímený styl školy Ohara je nazýván čokuricu-kei, nakloněný styl je nazýván kejša-kei a nakloněný styl, odrážející se ve vodní hladině kansui-kei. Hlavní linie jsou školou Ohara nazývány šu (主), fuku (副), kjaku (副), neboli šuši (主枝), fukuši (副枝), kjakuši (副枝).

#### Jiné rozdělení
Dalším pohledem na moribanu, je rozdělení u aranžmá vytvářející krajinu z aranžovaného materiálu. Zde lze rozlišit tradiční a realistické aranžmá. Tradiční aranžmá je stylizované a používá linie a estetiku tvarů a struktur pomocí omezeného počtu druhů materiálu. Realistické aranžmá využívá malebnou krásu použitého materiálu, romantickou estetiku a přirozené úpravy s ohledem na sezónní vlivy.

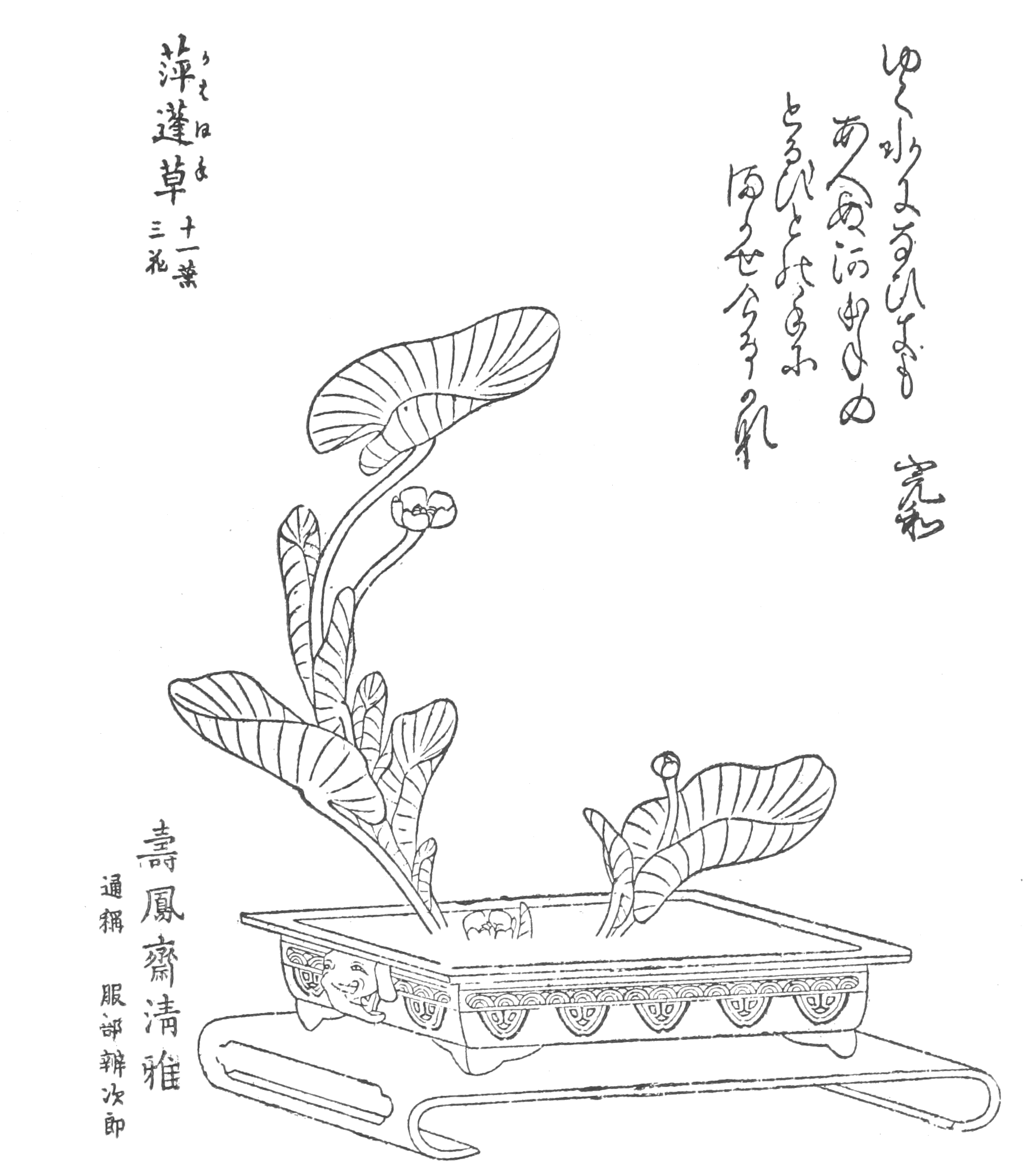
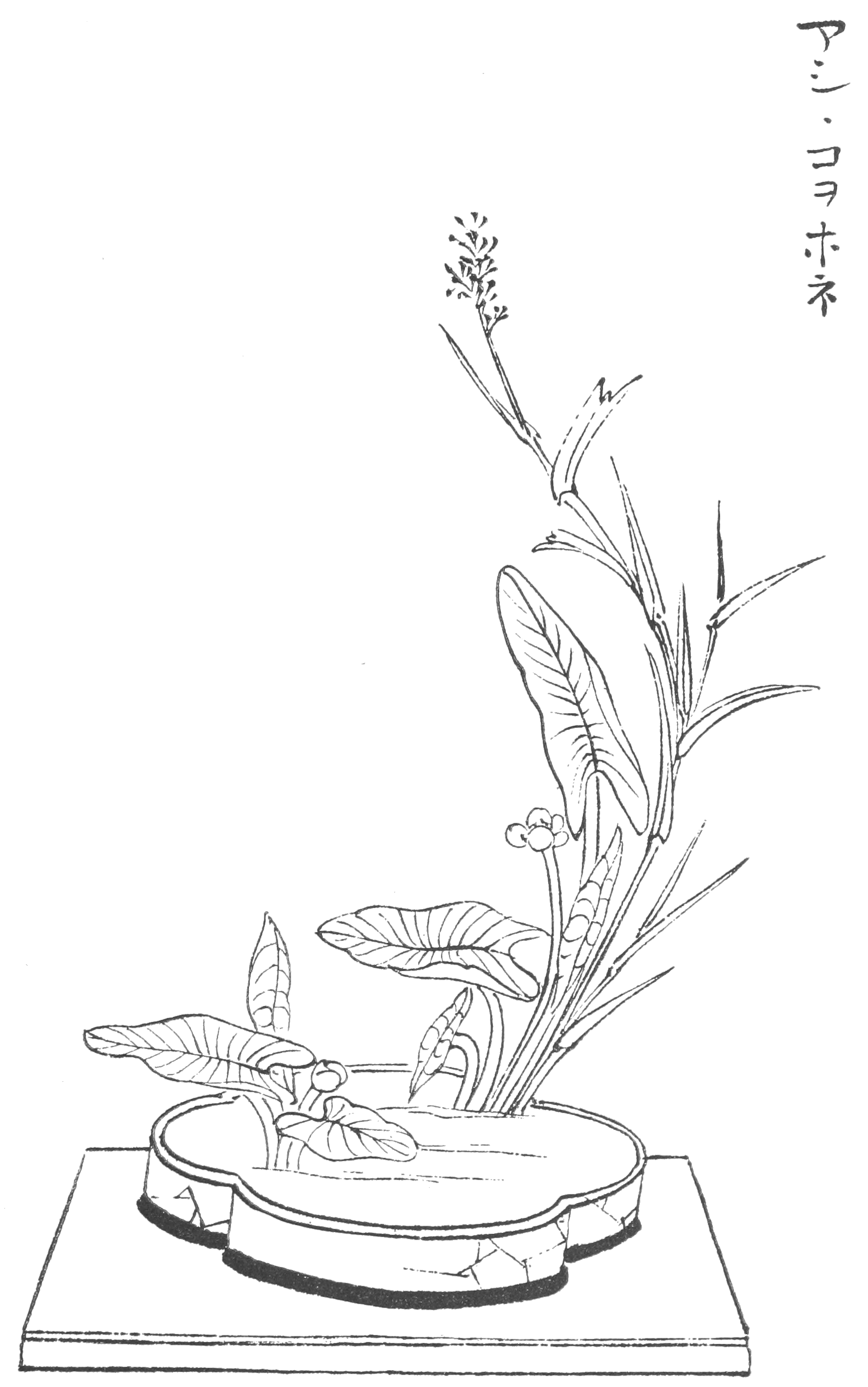
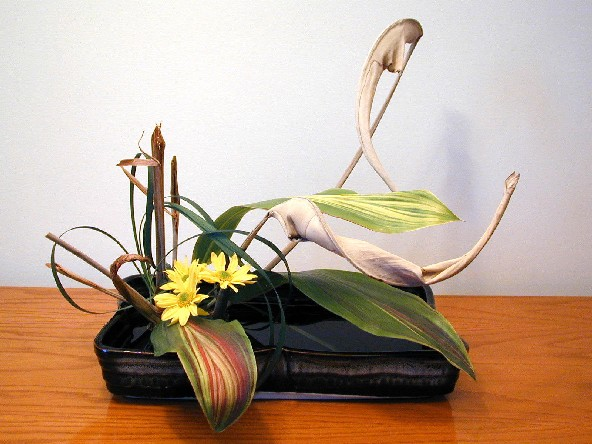